# Claire Forlani
Claire Antonia Forlani, född 17 december 1971 i Twickenham i London, är en brittisk skådespelare. Hennes far är av italiensk härkomst, medan hennes mor är av engelsk familj. Forlani började sin skådespelarkarriär i brittisk TV 1991. År 1993 flyttade hon och hennes familj till USA.
Sedan 2007 är hon gift med skådespelaren Dougray Scott.

## Filmografi
- 1993 – Kennedy
- 1994 – Polisskolan 7: Uppdrag i Moskva
- 1995 – Mallrats
- 1996 – Basquiat – den svarte rebellen
- 1996 – The Rock
- 1998 – Möt Joe Black
- 1999 – Mystery Men
- 2000 – Boys and Girls
- 2001 – Conspiracy.com
- 2003 – Medallion
- 2004 – Bobby Jones: Stroke of Genius
- 2004 – Green Street
- 2005 – När hjärtat blir varmt
- 2005 – Green Street
- 2006–2010 – CSI: New York (TV-serie)
- 2009 – Not Forgotten
- 2011–2012 – NCIS: Los Angeles (TV-serie)
- 2011 – Camelot (TV-serie)
- 2013 – Panda Eyes
- 2019 – Five Feet Apart